# Толкуляй
Толкуляй (Токуляй, устар. Малый Азясь или Малая Азясь) — река в России, протекает по Ковылкинскому району Мордовии. Устье находится в 4 км по левому берегу реки Большая Азясь. Длина составляет 10 км, некоторые авторы называют Толкуляй ручьём.
Исток западнее села Старая Самаевка, течёт на юго-восток, в верховьях плотина и небольшая запруда. Протекает село Старая Самаевка и впадает в Большую Азясь после деревни Малый Азясь. В районе деревни Малый Азясь реку пересекает мост автодороги Ковылкино — Краснослободск — Ельники.
В Старой Самаевке речку называли Толку ляй, в деревне Малый Азясь — Озязонь ляй.
Основные притоки — пересыхающие ручьи в балках Шишалотка, Саман-Шуди, Саманляй и Сервинлотка (все — левые).

## Данные водного реестра
По данным государственного водного реестра России относится к Окскому бассейновому округу, водохозяйственный участок реки — Мокша от истока до водомерного поста города Темников, речной подбассейн реки — Мокша. Речной бассейн реки — Ока.
Код объекта в государственном водном реестре — 09010200112110000027575.